# Munitiedepot

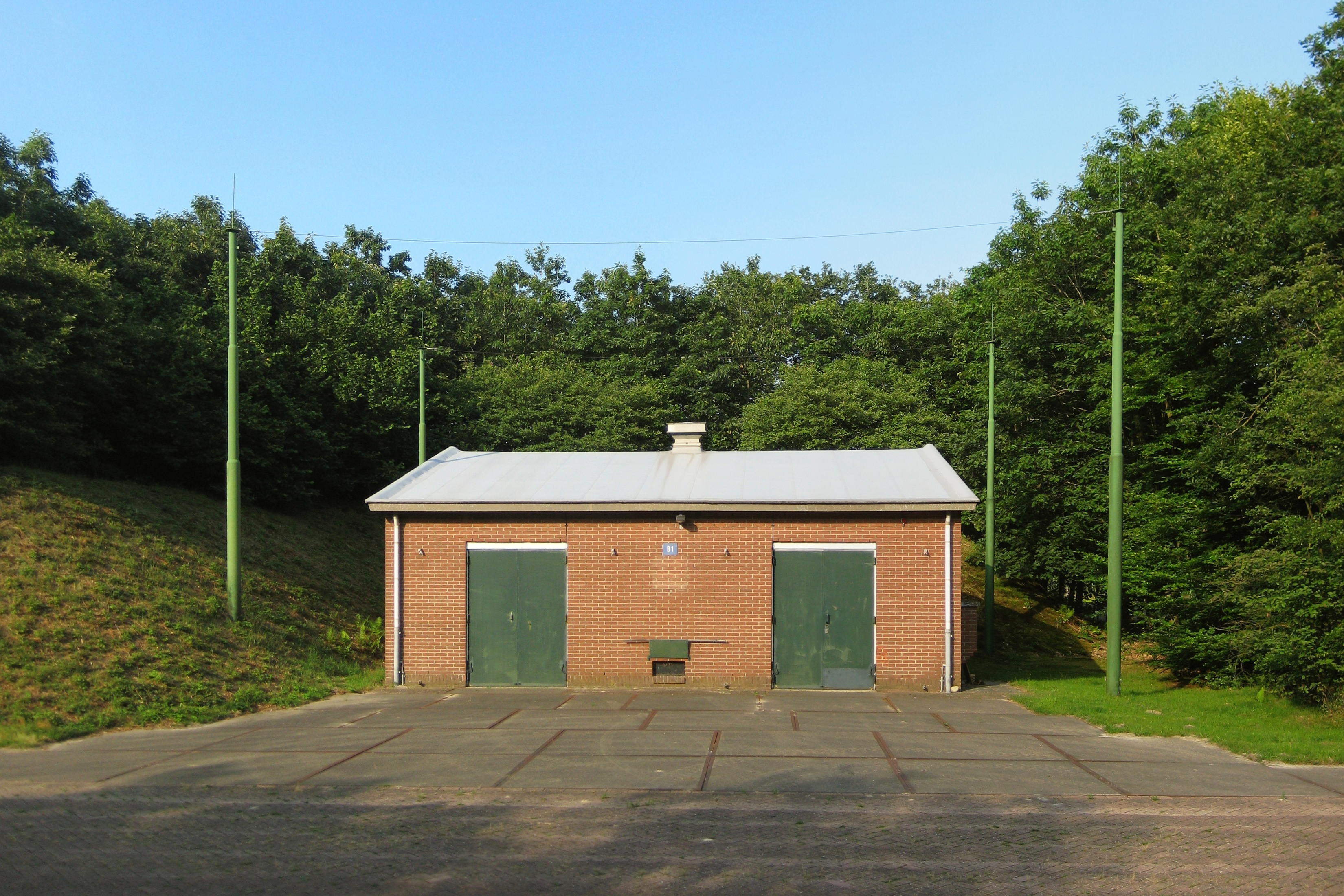
Voormalig munitiedepot nabij Donderen, Drenthe (2012)

Een munitiedepot is een opslagplaats voor munitie (voor zowel handvuurwapens als bijvoorbeeld artillerie) en explosieven.
Munitiedepots zijn meestal gevestigd op plaatsen waar ze in het geval van een ongeval zo min mogelijk schade zullen toebrengen. Ook wordt bij het bepalen van hun positie gekeken naar waar de vijand vandaan komt.
Normaal gesproken bevat een munitiedepot altijd een of meerdere van onderstaande elementen:
- Een bufferzone van enkele honderden meters (soms 1–2 km) rondom het depot;
- Beveiliging, zowel passief met bijvoorbeeld hekken als actief met bewakers;
- Afgesloten bunkers waarin de munitie wordt opgeslagen;
- Aarden wallen of juist kuilen om de energie bij een explosie te verdelen, meestal naar boven;
- Een laadgebied voor ontvangst en verzending van munitie;
- Een blussysteem in grotere en permanente depots.